# Radolfzeller Aachried
Radolfzeller Aachried je přírodní rezervace na území obcí Radolfzell am Bodensee, Moos a Singen (Hohentwiel) v okrese Kostnice v Bádensku-Württembersku. Rašeliniště v oblasti, kde se Radolfzeller Aach vlévá do Bodamského jezera, má rozlohu 276 hektarů a v roce 1973 bylo vyhlášeno přírodní rezervací.